# 原始線条
原始線条(げんしせんじょう)・原条（げんじょう）とは鳥類や爬虫類、哺乳類の胚発生初期の胞胚に現れる線条をいう。原始線条は左右対称性を確立し、原腸陥入が起こる場所や胚葉形成の開始の決定に関与する。すなわち、原始線条は正中線を通って拡張し、左右と頭尾の体軸をつくるとともに、原腸形成の合図になる。このプロセスは中胚葉前駆細胞の入り込みと移動を含む。

## 構成要素
ニワトリの胚は簡単に操作できるため、原始線条に関するほとんどの知識は鳥類の研究から得られた。ニワトリ胚の余白部に線条のもとになる細胞が含まれている。この領域は原始線条の誘導可能性で勾配があり、後端が最も誘導しやすい。
胚盤葉上層は羊膜内のすべての細胞のもとになり、また、そのうちのいくつかは原始線条になる。胚盤葉上層のすべての細胞は境界域からの信号に反応できるが、いったん信号によって原始線条が誘導されるとその後の信号に反応しなくなる。そして、複数の線条ができるのを防いでいる。
胚盤葉上層の下には胚盤葉下層があり、胚外組織のもととなる。ニワトリで胚盤葉下層の欠如した個体には多数の線条が形成されたことから、胚盤葉下層の存在は単一原始線条形成にとって重要であるとみられている。マウスでは胚盤葉下層をAVEと呼ぶ。